# Asarum yoshikawae
Asarum yoshikawae är en piprankeväxtart som beskrevs av T. Sugawara. Asarum yoshikawae ingår i släktet hasselörter, och familjen piprankeväxter. Inga underarter finns listade i Catalogue of Life.